# Otto Kirschmer
Otto Kirschmer (* 24. März 1898 in Ingelfingen; † 9. Januar 1967 in Darmstadt) war ein deutscher Physiker. Er arbeitete auf dem Gebiet der Strömungsmechanik.

## Leben
Seine Eltern waren Friederike Kreeb (1866–1923) und Karl Kirschmer (1865–1927), Oberreallehrer in Ulm.
Bis zum Abitur 1916 lebte er in Schöntal, Heidenheim und Ulm. Anschließend war er Freiwilliger bei der Gebirgsartillerie im Ersten Weltkrieg an der Westfront. Er studierte nach dem Krieg von 1919 bis 1923 an der Technischen Universität München, bei August Föppl, Moritz Schröter und Jonathan Zenneck Maschinenbau.
Seine Partnerin war Hansi Preisinger (1906–1976), welche deshalb ihre Rolle als Maria Magdalena bei den Oberammergauer Passionsspielen 1930 verlor.
Er war Wissenschaftlicher Assistent im Institut bei Dieter Thoma (1881–1942). 1925 wurde er mit dem Thema Untersuchungen über den Gefällsverlust an Rechen zum Doktor-Ingenieur promoviert. Von 1925 bis 1926 arbeitete Kirschmer beim Ingenieurbüro für Turbinen-, Pumpen- und Brunnenbau Lawaczeck-Riepel von Franz Lawaczeck (1880–1969, Erfinder der Lawaczeck-Turbine) und dessen Partner Riepel in München als Konstrukteur.
1926 war Kirschmer war neben Oskar von Miller einer der Gründer des International Association of Hydraulic Engineering and Research [IAHR] in Basel. Miller verfolgte die Idee einer ausgedehnten Versuchsanlage für Wasserbau an der Obernach am Walchensee (nahe beim späteren Kraftwerk Obernach), welche Kirschmer realisierte. 1929 nahm die von Ludwig Prandtl, Hubert Engels und Clemens Herschel (1842–1930) befürwortete Versuchsanlage in Obernach ihre Modell-Versuche auf. Das hydraulische Forschungsinstitut erlangte unter seiner Leitung internationale Bedeutung. Von 1930 bis 1933 wurde für die chinesische Regierung die Regulierung des Hwanho modelliert.
1930 wurde Kirschmer auf eine Professur an die Technische Hochschule Dresden berufen. Zur Reichstagswahl Juli 1932 rief er mit zehn weiteren Professoren der TH Dresden zur Wahl der NSDAP auf und trat zum 1. Mai 1933 in diese ein (Mitgliedsnummer 2.457.793). Im November 1933 unterzeichnete er das Bekenntnis der deutschen Professoren zu Adolf Hitler.
1934/35 wurde er Rektor der TH. Er lehrte die Fächer Hydraulik, Fluglehre, Wasserkraftanlagen, Pumpspeicherwerke, Maschinenbau und Elektrotechnik. Neben der Versuchsanlage in Obernach leitete er auch das Flussbaulaboratorium in Dresden und nach dem Anschluss Projektierungsarbeiten für eine neue hydrologische Versuchsanlage bei Anif. Mit Kriegsbeginn 1939 war er neben seiner Tätigkeit in Dresden für das Oberkommando der Kriegsmarine in Berlin, Wilhelmshaven und in Cuxhaven tätig.
Von 1947 bis 1949 war Kirschmer wissenschaftlicher Leiter im Laboratoire d’Hydraulique Saint-Venant in Paris. Ab 1950 leitete Kirschmer im MAN-Werk Gustavsburg die Materialprüfanstalt und erweiterte die Abteilung Rohrleitungs- und Apparatebau. Von 1953 bis 1955 war er Dozent an der Technischen Hochschule Darmstadt und erhielt 1955 die Leitung des Instituts für Hydromechanik und Wasserbau.